# Вокальний транс
Вока́льний тра́нс (англ. Vocal trance) — піджанр музики трансу, і містить дуже мелодійні сесії, intro/outros, які є подібними з hard trance і треків приблизно 6-8 хвилин завдовжки.

## Про жанр
Вокальний транс розвивається з початку 1990-х років, коли вокал починав ставати основним елементом трансу. Також багато ранніх записів трансу використовували вокальні зразки, змішані з ударними (включаючи трек Dance 2 Trance «We Came in Peace», це перший трек, описаний як «транс»), найраніші приклади стилю з'явилися в 1992-1993 роках. Один з перших, якщо не першим прикладом піджанру був трек Dance 2 Trance «P.ower Of A.merican N.atives», який вийшов 1992 року. Іншим визначальним треком був трек Jam&spoon «Right in the Night», який з'явився 1993 року.

## Побудова треку
Типовий трек складається з трьох елементів. На початку трека є серія прогресивних ударів, яка триває 1-3 хвилини. Мелодійна частина (2-5 хвилин) набирає оберти, комбінуючи вокал, зазвичай жіночу партію, і мелодійний звук (головним чином, на високих тональностях і досить швидкий) з басовою партією, яка додає мелодії циклічності. Під кінець треку мелодія поступово зникає, і слухач чує той самий ритм як і на початку, зазвичай з деякими незначними змінами.

## Історія
Стиль з'явився на початку 1990-х і найбільшу популярність мав в 1997-2003 роках, це сталось завдяки постійній ротації на телебаченні в ефірі музичних (особливо Viva). Згодом більшість артистів перейшли на інші стилі (Chakra, Ascension, Alice DeeJay), і стиль майже асимілювалися з популярним і комерційним апліфтинг-трансом. Незважаючи на це треки ATB, Арміна ван Бюрена, Tiesto і Феррі Корстена і надалі лишались дуже популярними.

### Після 2004 року
Приблизно в 2004 році вокальний транс втрачає популярність на європейських музичних телеканалах. В цей час Viacom UK (канали MTV та VH1) бере під свій контроль канали TMF та VIVA в Голландії, Бельгії та Німеччині. Ці канали змінили свої плейлисти, віддаючи перевагу іншим стилям, таким як R&B, репу, а також британській електро та хіп-хоп музиці.
З 2004 року вокальний транс звучить на каналах, що не входять до Viacom, наприклад, на Jim в Бельгії, «ZTV» від Viasat, британський канал Flaunt, німецький iMusic1 TV і французький M6Music Pop, голландський TMF Party, польський 4fun TV. Чехи можуть почути вокальний транс в програмі Party Ride на музичному каналі Ocko. Іспанські шанувальники вокального трансу, можуть побачити хіти минулих років в шоу Disco 2000 на іспанському MTV. Музична станція Sol España транслює vocal trance транс в шоу Техно-архіви. Британський супутниковий канал Clubland TV , що мовить на Astra, транслює хіти вокального трансу останнього десятиліття.
З середини 2006 року інтернет стає основним джерелом для перегляду кліпів у стилі vocal trance. Більшість творців цього стилю (Tiësto, Ian Van Dahl і Paul Van Dyk) були змушені змінити свій стиль музики під час 2006—2007, щоб лишатися актуальними для європейських музичних каналів. Станом на 2010 рік цей стиль лишався досить популярним в Бельгії та серед скандинавських і французьких музикантів.